# Prva slovenska nogometna liga 2002-2003
La Prva slovenska nogometna liga 2002-2003 (in lingua italiana: Primo campionato calcistico sloveno 2002-2003), detta anche Si.mobil liga 2002-2003 per motivi di sponsorizzazione, abbreviata in 1. SNL 2002-2003, è stata la dodicesima edizione della massima serie del campionato di calcio sloveno, disputata tra il 14 luglio 2002 e il 1º giugno 2003 e conclusa con la vittoria del Maribor, al suo settimo titolo.
Capocannoniere del torneo fu Marko Kmetec (Olimpia Lubiana) con 23 reti.
Nel ranking UEFA 2002-03, la 1. SNL si piazzò al 40º posto (29º nel quinquennale 1998-2003).

## Formula
Come nella stagione precedente le squadre partecipanti furono 12 e disputarono un turno di andata-ritorno-andata per un totale di 33 partite con le ultime due classificate retrocesse in Druga slovenska nogometna liga.
Le squadre qualificate alle coppe europee furono quattro: i campioni alla UEFA Champions League 2003-2004, la seconda classificata e la vincitrice della coppa nazionale alla Coppa UEFA 2003-2004 e un ulteriore club alla Coppa Intertoto 2003.

### Avvenimenti
Lubiana V&V penalizzato di 3 punti per non essersi presentato alla gara della 32ª giornata a Capodistria.
Korotan penalizzato di 7 punti per non aver pagato gli stipendi ai propri giocatori ed allenatori.
Inoltre Korotan escluso dopo la 21ª giornata per non essersi presentato a due incontri consecutivi (in classifica vengono conteggiati i risultati delle prime 11 giornate).

## Squadre partecipanti
| Squadra                 | Città           | Stadio               | Stagione 2001-02 | Stagione 2001-02 |
| Squadra                 | Città           | Stadio               | Pos.             | Divisione        |
| ----------------------- | --------------- | -------------------- | ---------------- | ---------------- |
| Maribor Pivovarna Laško | Maribor         | Stadion Ljudski vrt  | 1°               | 1. SNL           |
| Primorje                | Aidussina       | Mestni stadion       | 2°               | 1. SNL           |
| Sport Line Koper        | Capodistria     | Stadio Bonifika      | 3°               | 1. SNL           |
| SCT Vega Olimpija       | Lubiana         | Stadio Bežigrad      | 4°               | 1. SNL           |
| HIT Gorica              | Nova Gorica     | Stadio Športni Park  | 5°               | 1. SNL           |
| CMC Publikum            | Celje           | Stadion Skalna klet  | 6°               | 1. SNL           |
| Mura                    | Murska Sobota   | Stadio Fazanerija    | 7°               | 1. SNL           |
| Rudar Velenje           | Velenje         | Stadio ob Jezeru     | 8°               | 1. SNL           |
| ERA Šmartno             | Šmartno ob Paki | Stadion Šmartno      | 9º               | 1. SNL           |
| Relax Korotan           | Prevalje        | Stadion na Prevaljah | 10°              | 1. SNL           |
| Koroška Dravograd       | Dravograd       | Športni center       | 1°               | 2. SNL           |
| Viator&Vektor Ljubljana | Lubiana         | Stadion ŽŠD          | 2º               | 2. SNL           |

## Classifica
|                     | Pos. | Squadra               | Pt | G  | V  | N  | P  | GF | GS | DR  |
| ------------------- | ---- | --------------------- | -- | -- | -- | -- | -- | -- | -- | --- |
| Slovenia (bandiera) | 1.   | Maribor               | 62 | 31 | 18 | 8  | 5  | 57 | 32 | +25 |
|                     | 2.   | Celje                 | 55 | 31 | 15 | 10 | 6  | 57 | 38 | +19 |
|                     | 3.   | Olimpia Lubiana       | 54 | 31 | 14 | 12 | 5  | 54 | 32 | +22 |
|                     | 4.   | Šmartno ob Paki       | 46 | 31 | 12 | 10 | 9  | 46 | 42 | +4  |
|                     | 5.   | Koper                 | 45 | 31 | 12 | 9  | 10 | 41 | 41 | 0   |
|                     | 6.   | Primorje              | 44 | 31 | 13 | 5  | 13 | 47 | 44 | +3  |
|                     | 7.   | Dravograd             | 36 | 31 | 9  | 9  | 13 | 40 | 43 | −3  |
|                     | 8.   | Gorica                | 34 | 31 | 7  | 13 | 11 | 34 | 43 | −9  |
|                     | 9.   | Mura                  | 34 | 31 | 9  | 7  | 15 | 38 | 48 | −10 |
|                     | 10.  | NK Lubiana (−3)       | 30 | 31 | 9  | 6  | 16 | 41 | 66 | −25 |
|                     | 11.  | Rudar Velenje         | 25 | 31 | 6  | 7  | 18 | 32 | 51 | −19 |
|                     | 12.  | Korotan Prevalje (−7) | 3  | 11 | 2  | 4  | 5  | 7  | 14 | −7  |
| Fonte: wildstat.com |      |                       |    |    |    |    |    |    |    |     |

Legenda:
      Campione di Slovenia e qualificato alla UEFA Champions League 2003-2004
      Qualificato alla Coppa UEFA 2003-2004.
      Ammesso alla Coppa Intertoto UEFA 2003.
      Retrocesso in 2. SNL 2003-2004.
      Escluso dal campionato.
Regolamento:
Tre punti a vittoria, uno a pareggio, zero a sconfitta.

## Risultati
|                     | Mar  | Cel  | Oli  | Šma  | Kop  | Pri  | Dra  | Gor  | Mur  | Lub  | Rud  | Kor  |
| ------------------- | ---- | ---- | ---- | ---- | ---- | ---- | ---- | ---- | ---- | ---- | ---- | ---- |
| Maribor             | –––– | 0–3  | 0–3  | 0–0  | 0–1  | 2–0  | 2–1  | 2–3  | 0–0  | 0–2  | 1–0  | 3–0  |
| Maribor             | –––– | 2–1  | –    | –    | 1–0  | 2–0  | 5–0  | 2–0  | 4–2  | –    | –    | –    |
| Celje               | 3–3  | –––– | 0–0  | 3–0  | 3–3  | 3–1  | 2–1  | 2–2  | 4–0  | 3–1  | 4–1  | 0–0  |
| Celje               | –    | –––– | 1–3  | –    | 3–3  | 2–1  | 1–0  | 0–0  | 3–0  | –    | –    | –    |
| Olimpia             | 0–1  | 1–0  | –––– | 2–2  | 3–0  | 1–3  | 3–0  | 1–1  | 3–1  | 2–2  | 1–2  | 4–0  |
| Olimpia             | 3–3  | –    | –––– | 1–1  | –    | –    | 1–1  | –    | –    | 5–1  | 1–1  | –    |
| Šmartno             | 5–5  | 1–2  | 0–0  | –––– | 1–1  | 1–0  | 1–1  | 1–0  | 1–0  | 2–2  | 3–1  | 1–1  |
| Šmartno             | 0–2  | 4–1  | –    | –––– | –    | 1–2  | 3–0  | 0–1  | 3–1  | –    | –    | –    |
| Koper               | 1–2  | 0–0  | 0–0  | 0–1  | –––– | 3–0  | 3–2  | 3–0  | 1–0  | 2–1  | 1–0  | –    |
| Koper               | –    | –    | 2–2  | 1–0  | –––– | –    | 2–2  | –    | –    | 3–0  | 2–1  | –    |
| Primorje            | 1–1  | 1–3  | 1–3  | 4–0  | 1–1  | –––– | 1–0  | 1–1  | 3–3  | 5–0  | 1–0  | –    |
| Primorje            | –    | –    | 2–0  | –    | 2–0  | –––– | 1–0  | –    | –    | 1–2  | 4–0  | –    |
| Dravograd           | 0–0  | 0–1  | 1–1  | 0–0  | 3–4  | 4–0  | –––– | 0–0  | 2–1  | 1–0  | 2–0  | –    |
| Dravograd           | –    | –    | –    | –    | –    | –    | –––– | 4–1  | 2–1  | 2–2  | 3–1  | –    |
| Gorica              | 0–2  | 0–2  | 3–4  | 1–2  | 3–0  | 0–1  | 0–0  | –––– | 1–1  | 1–1  | 1–1  | 2–1  |
| Gorica              | –    | –    | 1–2  | –    | 3–0  | 3–3  | –    | –––– | 1–1  | 2–0  | –    | –    |
| Mura                | 0–0  | 1–2  | 0–1  | 0–3  | 1–1  | 3–0  | 3–2  | 5–0  | –––– | 1–2  | 1–0  | –    |
| Mura                | –    | –    | 1–0  | –    | 2–0  | 2–1  | –    | –    | –––– | 4–2  | 1–0  | –    |
| Lubiana             | 0–2  | 1–1  | 0–1  | 4–1  | 2–1  | 0–4  | 1–4  | 0–2  | 3–1  | –––– | 3–1  | –    |
| Lubiana             | 1–6  | 4–1  | –    | 1–2  | –    | –    | –    | –    | –    | –––– | 2–1  | –    |
| Rudar               | 1–2  | 2–1  | 1–2  | 1–3  | 2–1  | 3–1  | 0–1  | 1–1  | 1–1  | 3–0  | –––– | –    |
| Rudar               | 1–2  | 2–2  | –    | 4–3  | –    | –    | –    | 0–0  | –    | –    | –––– | –    |
| Korotan             | –    | –    | –    | –    | 0–1  | 0–1  | 2–1  | –    | 2–0  | 1–1  | 0–0  | –––– |
| Korotan             | —    | —    | —    | —    | —    | —    | —    | —    | —    | —    | —    | –––– |
| Fonte: wildstat.com |      |      |      |      |      |      |      |      |      |      |      |      |

```
Le gare del Korotan cancellate dalla 
Federcalcio slovena
:
[
2
]

12ª giornata: Primorje–Korotan   0–3
13ª giornata: Korotan–Šmartno    3–0
14ª giornata: Mura–Korotan       3–2
15ª giornata: Korotan–Maribor    0–1
16ª giornata: Ljubljana–Korotan  2–0
17ª giornata: Korotan–Gorica     2–3
18ª giornata: Rudar–Korotan      3–1
19ª giornata: Korotan–Celje      0–5
20ª giornata: Koper–Korotan      Korotan non presentato
21ª giornata: Korotan–Olimpija   Korotan non presentato
```

## Statistiche

### Classifica marcatori
| Pos.               | Giocatore       | Squadra                    | Reti |
| ------------------ | --------------- | -------------------------- | ---- |
| 1                  | Marko Kmetec    | NK Lubiana/Olimpia Lubiana | 22   |
| 2                  | Marko Vogrič    | Primorje                   | 17   |
| 3                  | Ramiz Smajlović | Šmartno ob Paki            | 15   |
| 4                  | Dražen Žeželj   | NK Lubiana                 | 14   |
| 5                  | Ermin Rakovič   | Maribor                    | 13   |
| 5                  | Marjan Dominko  | Mura                       | 13   |
| 5                  | Matej Rebol     | Dravograd                  | 13   |
| 8                  | Oskar Drobne    | Dravograd                  | 12   |
| 8                  | Alen Mujanović  | Rudar Velenje              | 12   |
| 8                  | Damir Pekič     | Maribor                    | 12   |
| 8                  | Robert Koren    | Celje                      | 12   |
| Fonte: prvaliga.si |                 |                            |      |